# Barsboldia
Barsboldia sicinskii
Genre
Espèce
Barsboldia est un genre éteint de dinosaures ornithopodes de la famille des Hadrosauridae qui a vécu au Crétacé supérieur.
Un seul spécimen fossile, très partiel, a été découvert dans la formation de Nemegt, dans le sud de la Mongolie,. Il est daté du sommet du Crétacé supérieur, du Campanien ou du Maastrichtien, soit il y a environ entre 83,6 à 66,0 millions d'années.
Barsboldia pourrait appartenir à la sous famille des Saurolophinae, mais la validité du genre n'est pas assurée.
Une seule espèce est rattachée au genre : Barsboldia sicinskii, décrite en 1981 par Teresa Maryańska et Halszka Osmólska.

## Étymologie
Le nom du genre a été donné en l'honneur du paléontologue mongol Rinchen Barsbold. L'épithète spécifique, sicinskii, honore Wojciech Sicihski, assistant à l'institut de paléontologie de l'Académie polonaise des sciences et impliqué dans la préparation du spécimen type.

## Description

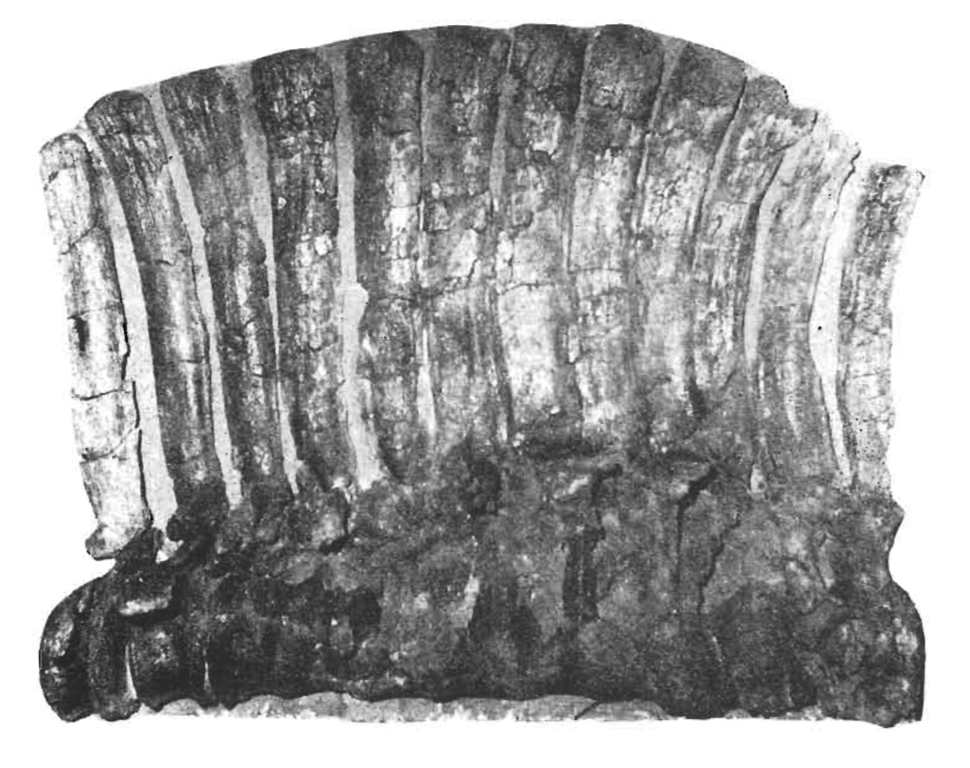
Vue latérale droite du sacrum (holotype), encadré par l'épine neurale de la dernière vertèbre dorsale et des deux vertèbres caudales antérieures.

Un seul fossile, référencé ZPAL MgD-I/110 est connu. Il est constitué principalement d'un ensemble articulé de vertèbres : 9 dorsales postérieures, 9 sacrées fusionnées et 15 caudales, auquel s'ajoutent un ilium gauche, un pubis droit et des fragments de membres et de côtes.
Les épines neurales sont particulièrement longues, surtout pour la partie centrale des vertèbres sacrées ; elles peuvent dépasser 63 centimètres pour une longueur totale des vertèbres de 96 centimètres. Ce caractère n'est connu que chez le lambéosauriné Hypacrosaurus altispinus.

## Classification

### Phylogénie
Les inventrices du genre, Teresa Maryańska et Halszka Osmólska, le décrivent comme un hadrosauridé de la sous-famille des lambéosaurinés, les dinosaures à « bec de canard » et à crête creuse, bien qu'aucun crâne n'ait été retrouvé. Il est rapproché du genre Hypacrosaurus,.
Cependant, en l'absence de crâne, le genre est considéré comme douteux (nomen dubium) par David B. Norman en 2000 ou comme un lambéosauriné à placement incertain en 2004 par Jack Horner.
En 2011, Albert Prieto-Márquez reprend la description de Barsboldia et suggère qu'il s'agit d'un genre valide de saurolophiné basal.
Cependant ce même auteur et ses collègues l’omettent dans leur grande synthèse phylogénétique des hadrosauridés en 2016.